# Guglielmo Ferrero
Guglielmo Ferrero (21. července 1871 Portici – 3. srpna 1942 Švýcarsko) byl italský historik, novinář a romanopisec, autor knihy Velikost a úpadek Říma (5 svazků, vydáno v anglickém překladu v letech 1907–1909). Ferrero zasvětil své spisy klasickému liberalismu a postavil se proti jakékoli diktatuře a neomezené vládě. Během pěti let byl osmnáctkrát nominován na Nobelovu cenu za literaturu a dvakrát na Nobelovu cenu míru.

## Život
Ferrero se narodil v Portici nedaleko Neapole a vystudoval práva v Pise, Bologni a Turíně. Brzy nato se oženil s Ginou Lombroso, dcerou Cesara Lombrosa, kriminalisty a psychiatra, s nímž napsal knihy The Female Offender, The Prostitute a The Normal Woman. V letech 1891-1894 Ferrero hodně cestoval po Evropě av roce 1897 napsal knihu Mladá Evropa, která měla silný vliv na Jamese Joyce.
Po studiu dějin Říma se Ferrero věnoval politickým esejům a románům (Mezi dvěma světy v roce 1913, Řeči k neslyšícím v roce 1925 a Dvě pravdy v letech 1933-1939). Když fašistická vláda donutila v roce 1925 liberální intelektuály opustit Itálii, Ferrero odmítl a byl umístěn do domácího vězení. V roce 1929 Ferrero přijal profesuru na Graduate Institute of International Studies v Ženevě. Jeho poslední práce (Dobrodružství, Bonaparte v Itálii, Rekonstrukce Evropy, Principy moci a Dvě francouzské revoluce) byly věnovány francouzské revoluci a Napoleonovi. V roce 1935 se jeho dcera Nina Ferrero provdala za jugoslávského diplomata Bogdana Raditsu.
Ferrero byl pozván do Bílého domu v roce 1908 Theodorem Rooseveltem, který četl Velikost a úpadek Říma. Jeho přednášky na severovýchodě USA byly publikovány v roce 1909 pod názvem Postavy a události římské historie.
Zemřel v roce 1942 na Mont Pèlerin ve Švýcarsku.

## Dílo

### V italštině
- Roma Antica, 3 díly, Firenze: Le Monnier, 1921–22, s Corrado Barbagallo

### V anglickém překladu
- Militarism a contribution to the Peace Crusade (1903).
- The Greatness and Decline of Rome translated in five volumes by Sir Alfred Zimmern (Volumes 1 and 2) and the Reverend H J Chaytor (Volumes 3 to 5)
  - Volume 1: The Empire-Builders (1907).
  - Volume 2: Julius Caesar (1907).
  - Volume 3: The Fall of an Aristocracy (1907).
  - Volume 4: Rome and Egypt (1908).
  - Volume 5: The Republic of Augustus (1909).
- Characters and Events of Roman History from Caesar to Nero (1909).
- The Women of the Caesars (1911).
- Between the Old World and the New, a novel (1914).
- Ancient Rome and Modern America, a comparative study of morals and manners (1914).
- A Short History of Rome (with Corrado Barbagallo) translated in two volumes by George Chrystal (1918).
  - Volume 1: 754 BC to 44 BC
  - Volume 2: 44 BC to 476 AD
- Europe's Fateful Hour (1918).
- Problems of Peace, from the Holy Alliance to the League of Nations, a message from a European writer to Americans (1919).
- The Ruin of the Ancient Civilization and the Triumph of Christianity, with some consideration of conditions in the Europe of today (1921).
- Peace and War (1933).
- The Reconstruction of Europe: Talleyrand and the Congress of Vienna 1814-1845 (1941)

### Vybrané články
- "Puritanism," The Atlantic Monthly, Vol. CVI, 1910.
- "American Characteristics," The Atlantic Monthly, Vol. CVI, 1910.
- "The Dangers of War in Europe," The Atlantic Monthly, Vol. CXI, 1913.

### Ve francouzském překladu
- Les lois psychologiques du symbolisme, Paris, Félix Alcan, 1895. Publikováno pod jménem "Guillaume Ferrero".